# San Juan Mixtepec -Dto. 08 -
San Juan Mixtepec -Dto. 08 - är en kommun i Mexiko.   Den ligger i delstaten Oaxaca, i den sydöstra delen av landet, 270 km sydost om huvudstaden Mexico City. Antalet invånare är 7 423. Arean är 209 kvadratkilometer.
Terrängen i San Juan Mixtepec -Dto. 08 - är lite bergig.
Följande samhällen finns i San Juan Mixtepec -Dto. 08 -:
- Santa Cruz
- Yosonduu
- Yerba Buena
- Mesón de Guadalupe
- Independencia
- Yucumí
- Río Verde
- Sección Centro Yososcua
- Canamá
- Pié del Cerro
- La Batea
- El Llano
- Yucunani
- San Isidro Yucumay